# 南米のサッカーリーグに所属する日本人選手一覧
南米のサッカーリーグに所属する日本人選手一覧（なんべいのサッカーリーグにしょぞくするにほんじんせんしゅいちらん）ではCONMEBOL/南米加盟国内のサッカーリーグに所属歴のある日本人サッカー選手について紹介する。

## アルゼンチン
現在所属する選手 [2024年6月3日編集]
3部
- 貴田遼河
- 村上俊輔（Club Atlético Germinal）

4部
- 後藤航（デポルティーボ・リニエルス）

過去所属した選手
- 森山潤
- 長澤弘明
- 伊澤篤
- 石川令
- 内山晃一
- 池元友樹
- 岡谷良
- 大平誠
- 香川毅志
- 片桐淳至
- 加藤友介
- 川上靖[1]
- 川匂久明
- 木島良輔
- 佐藤泰我
- 島村優志
- 高原直泰[1]
- 伊達和輝
- 千葉真登
- 野田智裕
- 本田弘幸
- 三須彰
- 村木伸二
- 鷲野晴貴
- 亘崇詞

## ウルグアイ
現在所属する選手 [2023年12月5日編集]
過去所属した選手
- 朝岡徹
- 出畑康文
- 井上真理雄
- 内田将志
- 江本啓
- 香川毅志
- 加藤元気
- 近藤翔太
- 服部昇太朗
- 林康太郎
- 古川頌久
- 本藤拓也
- 松裏英明
- 松原良香
- 三吉聖王
- 山田智也

## エクアドル
現在所属する選手 [2017年4月7日編集]
過去所属した選手
- 中川賀之

## コロンビア
現在所属する選手 [2017年4月7日編集]
過去所属した選手
- 林康太郎
- 道工薫

## チリ
現在所属する選手 [2023年8月11日編集]
- ノゾミ・キムラ（CDアルトゥーロ・フェルナンデス・ビアル）

過去所属した選手
- 内田大貴[2]
- 近藤翔太
- 高橋範夫

## パラグアイ
現在所属する選手 [2022年2月13日編集]
過去所属した選手
- 糸川徹
- 岩崎陽平
- 内田大貴
- 小澤英明
- 交久瀬直人
- 菊池了一
- 北脇里規
- 佐々木祐太
- 定國智之
- 下地奨
- 新村純平
- 菅野拓真
- 武田修宏
- 田村祐基
- 林昇平
- 平吹永太郎
- 菅野哲也
- 廣山望
- 福多克佳
- 福田健二
- 藤岡大輝
- 松本磨林
- 森本貴幸
- 山中敦史
- 遊佐克美
- 要田勇一
- 渡邊了太
- 増山大介

## ブラジル
現在所属する選手 [2024年6月3日編集]

その他
- 田島翔 （クラブ・アトレチコ・カンベ）

過去所属した選手
- 青木玲雄
- 赤塚京介
- 阿部敏之
- 池内友彦
- 吉川尚男
- 池田圭太
- 石川令
- 岩崎陽平
- 浦田樹[3]
- 江川慶城
- 荻野広大
- 笠井健太
- 鹿糠幸司
- 川又堅碁
- 神田凜星
- 岸本武志
- 斉藤誠司
- 齋藤将基
- 佐々木大樹[4]
- 佐原秀樹
- 三都主アレサンドロ
- 篠福太郎
- 島村拓弥
- 下地奨
- 菅沼実
- 菅原太郎
- 菅原智
- 鈴木隆行
- 須藤右介
- 高地系治
- 高野真凜
- 高橋寛太
- 立花歩夢
- 立石敬之
- 田中泰裕
- 土屋征夫
- 東城翔也
- 奈須伸也
- 納谷伊織
- 西村竜馬
- 沼田圭悟
- 野沢拓也
- 橋村龍ジョセフ
- 橋本幸一
- 服部航平
- Hayashi Ryuki
- 平瀬智行
- 平山智規
- 廣山望
- 福田潤
- 前田和明
- 増田功作
- 三浦泰年
- 水島武蔵
- 南裕司
- 森川潤
- 山口貴之
- 渡辺淳一

1部(カンピオナート・ブラジレイロ・セリエA)
- 東城利哉
- 本田圭佑
- 前園真聖
- 三浦知良

2部(カンピオナート・ブラジレイロ・セリエB)
- 松岡大起 （グレミオ・ノヴォリゾンチーノ）

4部(カンピオナート・ブラジレイロ・セリエD)
- 粕谷海土
- 荒川永遠 （CRアトレティコ・カタラーノ）

その他
- 那須大亮（FC　SKA　BRASIL）

## ベネズエラ
現在所属する選手 [2017年4月7日編集]
過去所属した選手
- 清田孝司

## ペルー
現在所属する選手 [2023年8月26日編集]

1部
- アントニー・アオキ[5]
- ケンジ・ジオバンニ・ナカムラ・カブレラ
- ヒデヨシ・アラカキ
- ペドロ稲嶺

2部
- マウリシオ・マツダ

過去所属した選手
1部
- 澤昌克
- 亘崇詞
- 平識善昭

## ボリビア
現在所属する選手 [2021年4月6日編集]
過去所属した選手
- 朝野安之
- 池田雄大
- 後藤芳徳
- 斉藤哲也
- 坂入健太
- 西昂佑
- 増田功作
- 矢内昭彦
- 菊池康平[6]